# فوجا سینگ
فوجا سینگ (انگلیسی: Fauja Singh؛ ۱ آوریل ۱۹۱۱ – ۱۴ ژوئیه ۲۰۲۵) دونده ماراتون انگلیسی با اصلیت سیک پنجابی بود. بهترین زمان شخصی او در ماراتون لندن (۲۰۰۳) ۶ ساعت و ۲ دقیقه بود، و رکورد ماراتن او برای سن بالای نود سال ۵ ساعت و ۴۰ دقیقه در سن ۹۲ سالگی بود. او در ژوئیه ۲۰۱۲ مشعل المپیک را حمل کرد.